# 双桂路街道
双桂路街道，是中华人民共和国四川省成都市锦江区曾经下辖的一个街道。
2019年12月25日，成都市人民政府批复同意撤销双桂路街道，将原双桂路街道所属行政区域划归沙河街道管辖。

## 行政区划
双桂路街道下辖以下地区：
牛沙路社区和五福桥社区。